# Szarka Éva
Szarka Éva (Budapest, 1973. július 6. –) válogatott labdarúgó, csatár.

## Pályafutása

### Klubcsapatban
1985-ben a László Kórház csapatában kezdte a labdarúgást. 1987-ben mutatkozott be az élvonalban. Egyszeres magyar bajnok a csapattal. Sérülés miatt befejezte aktív pályafutását a nagypályán, azonban kispályás bajnokságban később szerepelt. 2007-ben hívta az NB II-es Dorogi ESE a soraiba. Egy évad erejéig elvállalta újra a nagypályás játékot.  Archiválva 2014. április 7-i dátummal a Wayback Machine-ben

### A válogatottban
1990 és 1994 között 27 alkalommal szerepelt a válogatottban és 8 gólt szerzett.

## Sikerei, díjai
- Magyar bajnokság
  - bajnok: 1988–89, 1994–95
  - 2.: 1991–92, 1992–93
  - 3.: 1987–88, 1989–90, 1990–91
  - gólkirály: 1992–93 (27 gól)
- az év női labdarúgója: 1994

## Statisztika

### Mérkőzései a válogatottban
| Magyarország | Magyarország         | Magyarország         | Magyarország     | Magyarország | Magyarország  | Magyarország     | Magyarország | Magyarország       |
| #            | Dátum                | Helyszín             | Hazai            | Eredmény     | Vendég        | Kiírás           | Gólok        | Esemény            |
| ------------ | -------------------- | -------------------- | ---------------- | ------------ | ------------- | ---------------- | ------------ | ------------------ |
| 1.           | 1990. május 26.      | Esztergom            | Magyarország     | 2 – 0        | Csehszlovákia | Eb-selejtező     | -            | 69'                |
| 2.           | 1990. június 9.      | Dorog                | Magyarország     | 2 – 0        | Bulgária      | Eb-selejtező     | -            | 46'                |
| 3.           | 1990. szeptember 29. | Varannó              | Csehszlovákia    | 3 – 0        | Magyarország  | Eb-selejtező     | -            | 80'                |
| 4.           | 1990. október 14.    | Sopron               | Magyarország     | 0 – 4        | Németország   | Eb-selejtező     | -            | 77'                |
| 5.           | 1990. november 14.   | Kristiansand         | Norvégia         | 2 – 1        | Magyarország  | Eb-negyeddöntő   | -            |                    |
| 6.           | 1990. október 25.    | Budapest, Budafok    | Magyarország     | 0 – 2        | Norvégia      | Eb-negyeddöntő   | -            |                    |
| 7.           | 1991. április 1.     | Várna                | Bulgária         | 0 – 1        | Magyarország  | nemzetközi torna | -            |                    |
| 8.           | 1991. április 2.     | Sumen (BUL)          | Jugoszlávia      | 3 – 1        | Magyarország  | nemzetközi torna | -            |                    |
| 9.           | 1991. április 3.     | Várna (BUL)          | Egyesült Államok | 6 – 0        | Magyarország  | nemzetközi torna | -            |                    |
| 10.          | 1991. április 5.     | Várna (BUL)          | Japán            | 2 – 0        | Magyarország  | nemzetközi torna | -            |                    |
| 11.          | 1991. április 6.     | Várna (BUL)          | Magyarország     | 3 – 1        | Románia       | nemzetközi torna | 1            | Gól                |
| 12.          | 1991. szeptember 14. | Gyula                | Magyarország     | 3 – 1        | Jugoszlávia   | barátságos       | 1            | Gól                |
| 13.          | 1992. április 29.    | Budapest, Hévízi út  | Magyarország     | 3 – 0        | Ausztria      | barátságos       | -            | 49'                |
| 14.          | 1992. május 17.      | Budapest, Hévízi út  | Magyarország     | 0 – 0        | FÁK           | Eb-selejtező     | -            | 52'                |
| 15.          | 1992. május 31.      | Szeged               | Magyarország     | 3 – 0        | Bulgária      | Eb-selejtező     | 1            | 78'                |
| 16.          | 1992. október 11.    | Mosontétény          | Ausztria         | 0 – 2        | Magyarország  | barátságos       | 1            | 10'                |
| 17.          | 1993. április 9.     | Budapest, REAC pálya | Magyarország     | 0 – 2        | Olaszország   | barátságos       | -            | 46'                |
| 18.          | 1993. szeptember 5.  | Medgyesegyháza       | Magyarország     | 1 – 2        | Románia       | barátságos       | -            |                    |
| 19.          | 1993. szeptember 11. | Pándorfalu           | Ausztria         | 1 – 0        | Magyarország  | barátságos       | -            | 54'                |
| 20.          | 1993. szeptember 26. | Espoo                | Finnország       | 1 – 1        | Magyarország  | Eb-selejtező     | 1            | 73'                |
| 21.          | 1993. október 16.    | Bergen               | Norvégia         | 8 – 0        | Magyarország  | Eb-selejtező     | -            |                    |
| 22.          | 1994. április 29.    | Tiszakécske          | Magyarország     | 1 – 0        | Lengyelország | barátságos       | -            | 84'                |
| 23.          | 1994. május 1.       | Kartal               | Magyarország     | 2 – 2        | Lengyelország | barátságos       | 2            | 54' (11-esből) 75' |
| 24.          | 1994. május 14.      | Staré Město          | Csehország       | 0 – 0        | Magyarország  | Eb-selejtező     | -            |                    |
| 25.          | 1994. június 4.      | Kecskemét            | Magyarország     | 0 – 4        | Norvégia      | Eb-selejtező     | -            |                    |
| 26.          | 1994. augusztus 26.  | Madras (IND)         | Magyarország     | 4 – 0        | Chile         | nemzetközi torna | -            |                    |
| 27.          | 1994. augusztus 30.  | Madras (IND)         | Magyarország     | 7 – 0        | Üzbegisztán   | nemzetközi torna | 1            | 25'                |
|              | Összesen             |                      |                  | 27           | mérkőzés      |                  | 8            | gól                |